# Bruton (stacja kolejowa)
Bruton – stacja kolejowa we wsi Bruton w hrabstwie Somerset, na linii Heart of Wessex. W przeszłości była stacją linii Bristol and North Somerset Railway, zamkniętej na mocy tzw. Beeching Axe w 1968.

## Ruch pasażerski
Ze stacji korzysta 12 308 pasażerów rocznie (dane za okres od kwietnia 2020 do marca 2021). Posiada bezpośrednie połączenia z Bristolem, Bath Spa i Weymouth. Pociągi odjeżdżają ze stacji w odstępach dwugodzinnych w każdą stronę.

## Obsługa pasażerów
Automat biletowy, kasy biletowe, przystanek autobusowy, postój taksówek. Stacja dysponuje parkingiem samochodowym na 10 miejsc i rowerowym na 4 miejsca.